# Jerzy Nowosielski

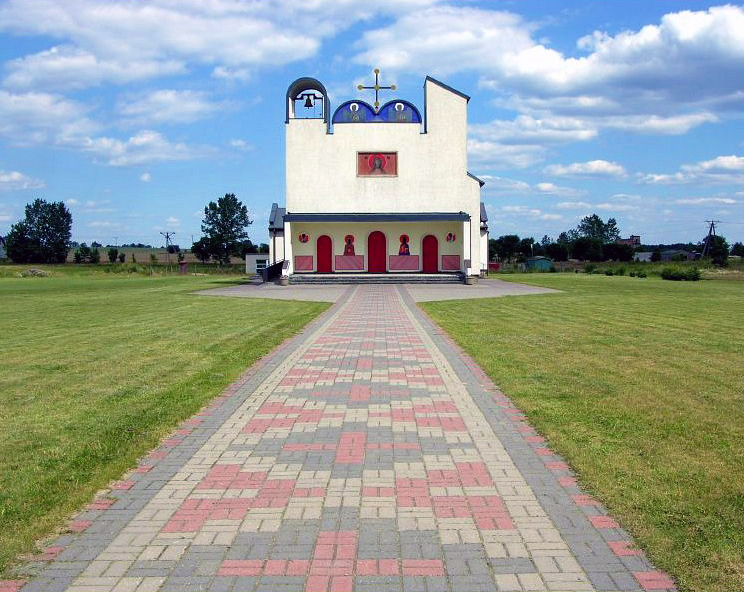
Griechisch-katholische Kirche der Geburt der Allerheiligsten Jungfrau Maria in Biały Bór

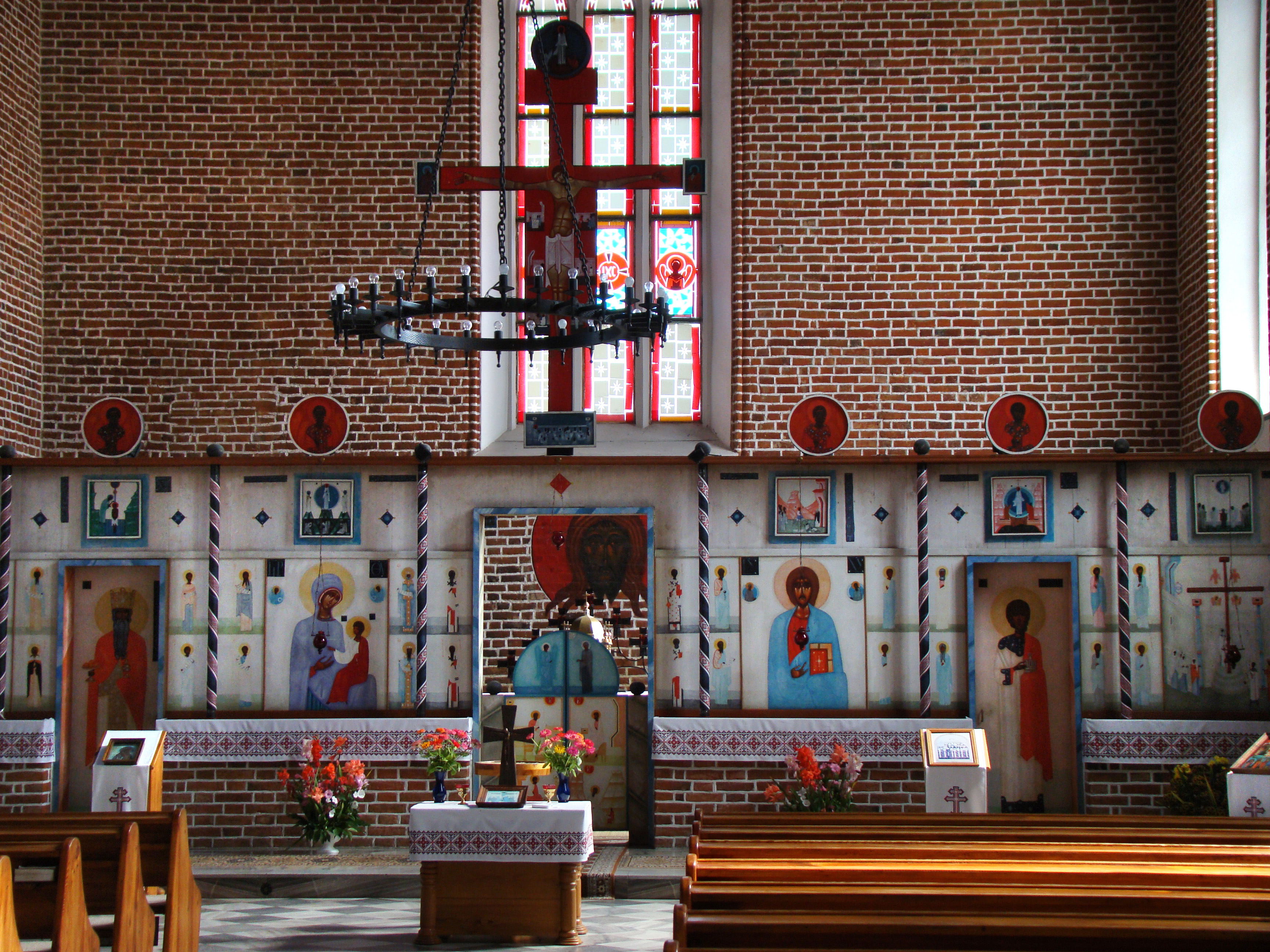
Ikonostase in Landsberg

Jerzy Nowosielski [nɔvɔˈɕʲɛlski, ukrainisch Юрій Новосільський, ] (* 7. Januar 1923 in Krakau; † 21. Februar 2011 ebenda) war ein polnischer Maler, der ursprünglich zum Volksstamm der Lemken gehörte.

## Leben
Als Kind wurde Nowosielski im damals polnischen Lemberg und Ostgalizien bereits mit der ukrainischen Ikonenmalerei bekannt, was bei Form und Inhalt seiner Bilder während seines ganzen künstlerischen Schaffens Spuren hinterließ. In einer Familie des griechisch-katholischen Glaubens geboren, tritt er später zum orthodoxen Glauben über. 
1940 wurde Nowosielski Schüler in der Krakauer Kunstgewerbeschule. Noch während des Krieges erlernte er die Kunst der Ikonenmalerei und half bei der Freskenmalerei in der ukrainischen Kirche von Bolechów. 
Er begann 1945 das Studium der Malerei in der Krakauer Akademie der Schönen Künste bei Professor Eugeniusz Eibisch, dieses beendete er erst 1961. Ein Jahr später übernahm er die Leitung eines Lehrstuhls bei der Akademie. 1976 wurde er zum Professor berufen, blieb im Lehramt bis 1993. Damals malte Nowosielski Bilder mit Frauengestalten, Turnerinnen, Schwimmerinnen, auch Stillleben. Der Einfluss der Ikonenmalerei wurde in flächenhafter Gestaltung der Bildfläche mit deutlichen Umrissen sichtbar. Einige Bilder wirken fast abstrakt, andere gehen in Richtung Hyperrealismus. 
Schon in den 1950er Jahren beschäftigte er sich mit der Freskenmalerei in zahlreichen römisch-katholischen und griechisch-katholischen Kirchen. Dann verwarf er die weltliche Thematik und widmete sich fast ausschließlich der Ikonenmalerei. Er studierte auch orthodoxe Theologie. Seine Fresken und Ikonen sind in vielen Gotteshäusern zu sehen. Am Rande seiner Tätigkeit beschäftigte sich Nowosielski auch mit dem Bühnenbild. In Biały Bór schuf er eine kleine griechisch-katholische Kirche, die Kirche der Geburt der Allerheiligsten Jungfrau Maria, sein integrales Werk, von der Gesamtkonzeption bis zum kleinsten Detail selbst entworfen. In Krakau schuf Nowosielski eine griechisch-katholische Kapelle der Heiligen Boris und Gleb im Gebäude des Metropolitalen Domkapitels an der Kapitulna-Straße.
Jerzy Nowosielski wurde mit der Ehrendoktorwürde der Krakauer Jagellonischen Universität ausgezeichnet. 
Nowosielski war Polens Vertreter auf der Biennale von Venedig von 1956 und auf der Biennale von São Paulo von 1959 in Brasilien. Im Jahr 1988 wurde er mit dem Jan-Cybis-Preis ausgezeichnet. Werke von Nowosielski befinden sich in den Nationalmuseen in Breslau, Danzig, Kielce, Krakau, Posen, Stettin und Warschau, außerdem im Kunstmuseum Łódź, den Regionalmuseen in Olsztyn, Białystok, Bydgoszcz, Częstochowa, Radom und Zielona Góra, dem Oberschlesischen Museum Bytom, dem Schlesischen Museum Kattowitz sowie weiteren lokalen Museen.

## Bibliographie
- Mieczysław Porębski: Nowosielski Wydawnictwo Literackie, Krakau 2003, ISBN 83-08-03361-X